# Марко Витрувије
Марко Витрувије Полио (лат. Marcus Vitruvius Pollio, живио и радио у првом вијеку п. н. е.), био је римски писац, архитекта и инжењер и аутор славног римског архитектонског трактата „De architectura, libri decem“ (Десет књига о архитектури). Он је покренуо идеју да све зграде треба да имају три атрибута: firmitas, utilitas, и venustas („снага“, „корисност“ и „лепота“). Ови принципи су касније широко прихваћени у римској архитектури. Његова расправа о савршеној пропорцији у архитектури и људском телу довела је до чувеног ренесансног цртежа Витрувијевог човека Леонарда да Винчија.
Врло мало је познато из његовог живота, осим онога што се може закључити из његовог писања у трактату. Иако Витрувије нигдје не идентификује императора за којег је радио, многи сматрају да је ријеч о Августу и да је трактат писан око 27. године. Пошто Витрувије у трактату себе описује као старог човјека, неки аутори су закључили да је врло вјероватно да је био активан у вријеме Јулија Цезара. Витрувије такође каже да је радио на градњи базилике у Фаному (данашњи Фано).
Трактат „О архитектури“, базира се на његовом личном искуству, али и теорији познатих грчких архитеката, нпр. на Хермогену. Расправља о скоро сваком аспекту архитектуре, а подијељен је у десет поглавља: планирање града, грађевински материјали, изградња храмова и употреба грчких редова, цивилно грађевинарство (позоришта, бање), приватне грађевине, декорација пода и зидова, хидраулика и цивилне и војне машине. Трактат О архитектури је нашироко копиран и опстао је у многим десетинама рукописа током средњег века, иако га је 1414. године „поново открио“ фирентински хуманиста Пођо Брачолини у библиотеци опатије Сен Гал. Леон Батиста Алберти објавио га је у својој темељној расправи о архитектури,De re aedificatoria (око 1450). Прво познато штампано издање на латинском језику дао је фра Ђовани Сулпиције у Риму 1486. Уследили су преводи на италијански, француски, енглески, немачки, шпански и неколико других језика. Иако су оригиналне илустрације изгубљене, прво илустровано издање објавио је у Венецији 1511. године фра Ђовани Ђокондо, са илустрацијама у дрворезу заснованим на описима у тексту.

## Живот и каријера
Мало се зна о Витрувијевом животу. Већина закључака о њему извучена је из његовог јединог преживелог дела Десет књига архитектуре. Његово пуно име се понекад наводи као „Марко Витрувије Полио“, али и име и презиме су несигурни. Марко Сесије Фавентин пише о „Vitruvius Polio aliique auctores“; ово се може читати као "Витрувије Полио, и други" или, што је мање вероватно, као "Витрувије, Полио, и други". Натпис у Верони, који именује Луција Витрувија Корда, и натпис из Тилбилиса у Северној Африци, који именује Марка Витрувија Мамура, су предложени као доказ да су Витрувије и Мамур (који је био војни praefectus fabrum под Јулијем Цезаром) из исте породице; или да су чак били иста особа. Ни једна од тих асоцијација, међутим, не проистиче из De Architectura (коју је Витрувије посветио Августу), нити оно мало што се зна о Мамури.
Витрувије је био војни инжењер (praefectus fabrum), или praefect architectus armamentarius из статусне групе апаритор (огранак римске државне службе). Помиње се у садржају Плинија Старијег за Naturalis Historia (Природна историја), у наслову за технике мозаика. Фронтин се позива на „Витрувија архитекту“ у свом делу De aquaeductu из касног 1. века.
Вероватно рођен као слободан римски грађанин, према сопственом нахођењу. Витрувије је служио у Римској армији под Цезаром са иначе слабо идентификованим Марком Аурелијем, Публијем Минидијем и Гнејем Корнелијем. Ови називи варирају у зависности од издања дела De architectura. Публије Минидиус је такође написан као Publius Numidicus и Publius Numidius, спекулисани као исти Publius Numisius уписан на Римском позоришту у Хераклеји.
Као војни инжењер специјализовао се за израду артиљеријских ратних машина балиста и шкорпиона за опсаде. Нагађа се да је Витрувије служио са Цезаровим главним инжењером Луцијем Корнелијем Балбом.
Локације на којима је он служио могу се реконструисати из, на пример, описа начина градње разних „туђих племена”. Иако описује места широм De Architectura, он не каже да је био присутан. Његова служба је вероватно укључивала северну Африку, Хиспанију, Галију (укључујући Аквитанију) и Понт.
Да би се улога Витрувија, војног инжењера ставила у контекст, овде се цитира опис „префекта логора“ или војног инжењера који је дао Флавије Вегеције Ренатус у Војним институцијама Римљана:
Префект логора, иако је био инфериорнији у односу на [префекта], имао је положај од не мале важности. Положај логора, правац копања, преглед шатора или колиба војника и пртљага подразумевали су се његовом надлежношћу. Његова надлежност је обухватала и болеснике и лекаре који су се бринули о њима; и он је регулисао трошкове у вези с тим. Био је задужен да обезбеди кочије, купатила и одговарајући алат за тестерисање и сечење дрва, копање ровова, подизање парапета, потапање бунара и довођење воде у логор. Такође је водио бригу о опремању трупа дрветом и сламом, као и овновима, онагрима, балистима и свим другим ратним машинама под његовом управом. Ово место је увек додељивано официру велике вештине, искуства и дугог стажа, који је самим тим био способан да подучава друге у оним гранама професије у којима се истакао.
На различитим локацијама које је описао Витрувије, дешавале су се битке и опсаде. Он је једини извор за опсаду Ларигнума 56. п. н. е. О ратиштима Галског рата спомињу се:
- Опсада и масакр 40.000 становника у Аварикуму 52. п. н. е. Верцингеторикс је прокоментарисао да „Римљани нису побеђивали храброшћу ни на терену, већ неком врстом уметности и вештином напада, са којима ни они [Гали] нису били упознати.“[14]
- Прекинута опсада Герговије 52. п. н. е.
- Обилазак и битка код Алезије 52. п. н. е. Жене и деца из опкољеног града су исељени да би сачували храну, а затим су умирали од глади између супротстављених зидина бранилаца и опсадника.
- Опсада Укселодунума 51. п. н. е.

Све су то седишта великих галских опида. Од места укључених у Цезаров грађански рат, налази се опсада Масилије 49. п. н. е, битка код Дирахијума 48. п. н. е. (данашња Албанија), битка код Фарсала 48. п. н. е. (Хелада – Грчка), битка код Зела из 47. п. н. е. (данашња Турска), и битка код Тапса 46. п. н. е. у Цезаровом афричком походу. Легија која одговара истом редоследу локација је Легио VI Ферата, чија би балиста била помоћна јединица.

## Преводи Витрувијевог дела на српски језик
Витрувијево дело Десет књига о архитектури први пут је преведено на српски 1951. Преводилац је био Матија Лопац, а издавач „Свјетлост“ из Сарајева. Исти издавач је објавио дело и 1990. године. Београдски издавач „Грађевинска књига“ објавио је, у преводу Ренате Јадрешин-Милић, три издања: 2000, 2003, и 2006, а београдски Завод за издавање уџбеника, у преводу Зоје Бојић, своје издање 2009. године.